# Achille (nome)
Achille  è un nome proprio di persona italiano maschile.

## Varianti
- Maschili: Achilleo[1][2]
  - Alterati: Achillino[2]
- Femminili: Achilla[1][2], Achillea[1][2]
  - Alterati: Achillina[1][2]

### Varianti in altre lingue
- Basco: Akil[6]
- Catalano: Aquil·les[6], Aquileu[6]
- Francese: Achille[3][4]
- Greco antico: Αχιλλευς (Achilleus)[3]
- Greco moderno: Αχιλλέας (Achilleas)
- Inglese: Achilles[4][7][8]
- Latino: Achilles[1][3], Achilleus[1], Achillas[1]
- Ligure: Achille, Chille[9]
- Russo: Ахилл (Achill), Ахиллес (Achilles)
- Spagnolo: Aquiles[6], Aquileo[6]
- Ungherese: Achilles, Achillesz, Ahillész

## Origine e diffusione

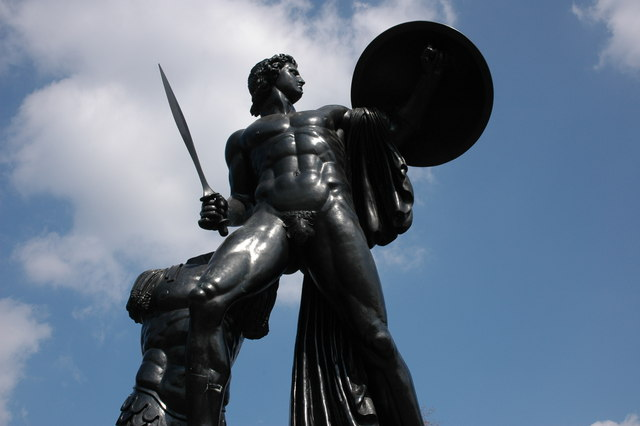
Statua di Achille a Hyde Park

È il nome portato da Achille, uno dei più noti e importanti eroi greci, protagonista dell'Iliade, famoso per il suo tallone, unico punto vulnerabile del suo corpo che lo portò alla morte. Il suo nome, in greco Αχιλλευς (Achilleus), è stato adattato in latino come Achilles o, meno frequentemente, Achilleus e Achillas; l'etimologia è incerta, e sono state formulate diverse ipotesi: 
- Dal αχος (achos, "dolore")[3], forse combinato con λαος (laos, "popolo", "gente")[4][8]
- Da χιλος (chilos, "latte") combinato con un'alfa privativa (col senso di "nutrito senza latte")[5], ipotesi che altre fonti definiscono però paretimologica[6]
- Derivato dal nome del dio fluviale Acheloo[2][6]

È però plausibile che la sua reale origine sia pre-greca e non decifrabile.
Il nome dell'eroe venne adottato comunemente già sul finire del Medioevo, specie in ambienti bizantini, e poi ulteriormente con l'avvento dell'Umanesimo e del Rinascimento. Parzialmente responsabile della diffusione del nome, specie nella forma "Achilleo", è anche il culto di sant'Achilleo, martire a Roma. In Italia è attestato soprattutto al Nord, con due terzi delle occorrenze in Lombardia (dove è accentrato il culto di sant'Achilleo).

## Onomastico
L'onomastico si può festeggiare in memoria di vari santi, alle date seguenti:
- 12 maggio, sant'Achilleo, martire in Roma con san Nereo sulla via Ardeatina sotto Diocleziano[4][10][11]
- 15 maggio, sant'Achilleo il Taumaturgo o di Tessaglia, vescovo di Larissa[10][11]
- 3 giugno, sant'Achilleo Kiwanuka, uno dei santi martiri dell'Uganda, ricordato insieme con san Carlo Lwanga e altri undici compagni[11]
- 13 giugno, sant'Achilla o Achilleo, vescovo di Alessandria d'Egitto[10]
- 19 luglio, beato Achilles Józef Puchała, sacerdote, martire in Polonia[10][11]

## Persone
- Achille Alberti, artista italiano

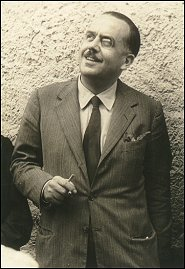
Achille Campanile

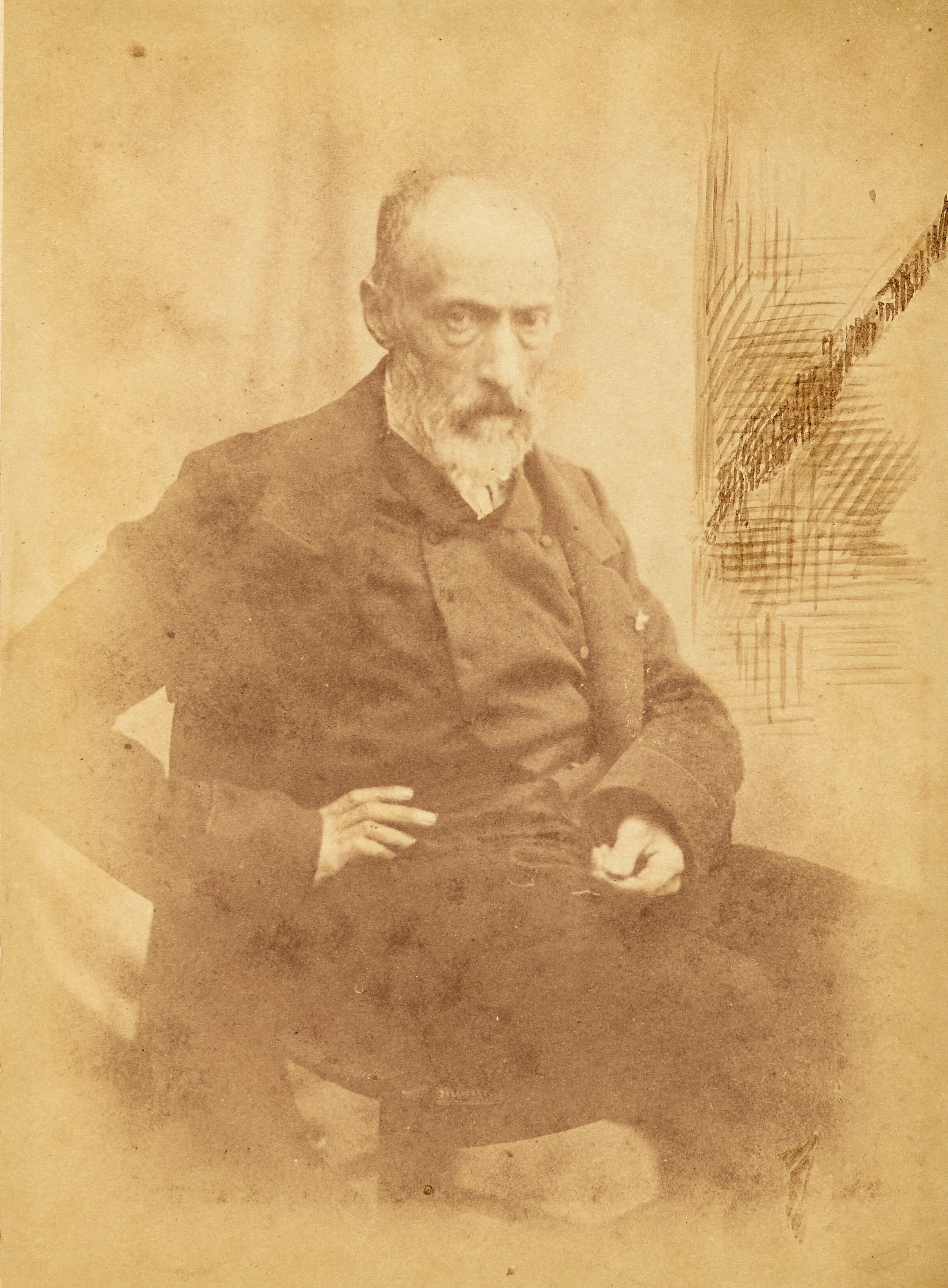
Achille Devéria

- Achille Astolfi, pittore e incisore italiano
- Achille Baraguey d'Hilliers, generale francese
- Achille Bocchi, umanista italiano
- Achille Campanile, scrittore, drammaturgo, sceneggiatore e giornalista italiano
- Achille Compagnoni, alpinista italiano
- Achille Devéria, pittore, disegnatore e litografo francese
- Achille Funi, pittore italiano
- Achille Grandi, politico italiano
- Achille Judica Cordiglia, radioamatore italiano
- Achille Lauro, armatore, politico ed editore italiano
- Achille Millo, attore e doppiatore italiano
- Achille Mauri, editore italiano
- Achille Occhetto, politico italiano
- Achille Ratti, divenuto papa con il nome di Pio XI
- Achille Silvestrini, cardinale, arcivescovo cattolico e diplomatico italiano
- Achille Starace, militare, politico e dirigente sportivo italiano
- Achille Tarducci, militare, storiografo e ingegnere italiano
- Achille Tazio, retore e romanziere romano di lingua greca
- Achille Tazio, astronomo, geografo e matematico romano di lingua greca
- Achille Varzi, pilota motociclistico e pilota automobilistico italiano

### Varianti
- Achilla, generale egiziano
- Achilleo, vescovo di spoleto
- Aquiles Baglietto, calciatore argentino
- Achilleo di Larissa, vescovo e santo anatolico
- Aquiles Priester, batterista brasiliano

### Varianti femminili
- Achillina Bo, vero nome di Lina Bo Bardi, architetta italiana naturalizzata brasiliana

## Il nome nelle arti
- Achilla è uno dei protagonisti dell'opera Giulio Cesare in Egitto, musicata da Haendel con libretto di Nicola Francesco Haym e dei film Cleopatra di Cecil B. DeMille e Cleopatra con Liz Taylor.
- Achille Cantoni è un personaggio del romanzo Cantoni il volontario, di Giuseppe Garibaldi, ispirato ad un personaggio realmente vissuto.
- Achille Talon è il nome originale di Walter Melon, personaggio del fumetto francese Pilote.
- Achille è il protagonista dell'omonima opera del 1801 di Ferdinando Paër.